# 凤安镇
凤安镇是中国广东省河源市紫金县下辖的一个镇，位于紫金县西南部。辖区总面积113.8平方公里，下辖1个社区11个村，总人口2.21万人。